# Skała
Skała é um município da Polônia, na voivodia da Pequena Polônia e no condado da Cracóvia. Estende-se por uma área de 2,97 km², com 3 801 habitantes, segundo os censos de 2016, com uma densidade 1279,8 hab/km².